# شغال شدن
شغال شدن (به انگلیسی: Becoming a Jackal) یا به عبارتی دیگر تبدیل شدن به یک شغال نام اولین آلبوم استودیویی گروه ویلیجرز است که در سال ۲۰۱۰ منتشر و در همان سال نامزد جایزه مرکوری و جایزه موسیقی برگزیده شد. این آلبوم نقدهای مثبتی کسب کرده و در چندین جشنواره و مراسم جایزه، در بخش‌های گوناگون نامزد یا برنده شده است. آلبوم در ۱۴ مه ۲۰۱۰ برای اولین بار در ایرلند به انتشار رسید و بی‌درنگ به جایگاه اول در جدول آلبوم‌های ایرلندی و جدول آلبوم‌های ایندی ایرلندی دست پیدا کرد، در خلال سه هفته بعد آلبوم در بریتانیا و ایالات متحده نیز انتشار یافت که بی‌وقفه بسوی بالای جدول ایندی پیش‌رفت.

## فهرست آهنگ‌ها
| شماره | نام                             | مدت  |
| ----- | ------------------------------- | ---- |
| ۱.    | «I Saw The Dead»                | ۵:۰۴ |
| ۲.    | «Becoming A Jackal»             | ۳:۱۹ |
| ۳.    | «Ship Of Promises»              | ۴:۳۶ |
| ۴.    | «The Meaning Of The Ritual»     | ۳:۱۴ |
| ۵.    | «Home»                          | ۴:۴۱ |
| ۶.    | «That Day»                      | ۳:۱۰ |
| ۷.    | «The Pact (I'll Be Your Fever)» | ۳:۲۸ |
| ۸.    | «Set The Tigers Free»           | ۳:۲۲ |
| ۹.    | «Twenty Seven Strangers»        | ۳:۲۴ |
| ۱۰.   | «Pieces»                        | ۵:۲۵ |
| ۱۱.   | «To Be Counted Among Men»       | ۴:۴۳ |